# Patrick Cassidy (acteur)
Pour les articles homonymes, voir Patrick Cassidy (compositeur) et Cassidy.
Patrick William Cassidy, né le 4 janvier 1962 à Los Angeles (Californie), est un acteur américain, surtout connu pour ses rôles dans le théâtre musical et à la télévision.

## Biographie
Les parents de Patrick Cassidy sont les acteurs Jack Cassidy et Shirley Jones. Dans sa fratrie figurent le musicien Shaun Cassidy et l'acteur  David Cassidy.

## Filmographie partielle

### Au cinéma
- 1983 : Off the Wall (en) : Randy Whitby
- 1984 : Une fille à aimer (Just the Way You Are) d'Édouard Molinaro : Steve Haslachez
- 1984 : Nickel Mountain (en) : Willard Freund
- 1985 : La Fièvre du jeu (Fever Pitch) : Soldier
- 1987 : Love at Stake : Miles Campbell
- 1989 : Un compagnon de longue date (Longtime Companion) : Howard
- 1994 : La Petite Star (I'll Do Anything) : Ground Zero Villain
- 1996 : The Lord Protector (en) : Rennick
- 1997 : Man of Her Dreams : Richard Moore
- 2004 : A One Time Thing : Geoffrey

### À la télévision
- 1994 : Une nounou d'enfer (The Nanny) (saison 2, épisode 25)
- 2002 : New York, unité spéciale (saison 4, épisode 6) : Dr. Stewart Lynch